# Проун (галерея)
«Проун» — московская художественная галерея, занимающаяся русским искусством первой трети XX века (главным образом русским авангардом), второй волной русского авангарда, а также народным русским и украинским декоративным искусством. Расположена на территории «Винзавода».

## История галереи
Галерея «Проун» открылась в 2007 году выставкой школы Казимира Малевича «Крестьяне. Постсупрематический эпос». Арт-директор — Марина Лошак.

## Круг художников
- Владимир Баранов-Россине
- Анатолий Бельский
- Александр Богомазов
- Гриша Брускин
- Андрей Волков
- Александр Древин
- Василий Ермилов
- Вера Ермолаева
- Ирина Затуловская
- Константин Зефиров
- Джорджо Зоммер
- Сергей Кольцов
- Александра Кольцова-Бычкова
- Александр Константинов
- Эдуард Криммер
- Анна Лепорская
- Казимир Малевич
- Владимир Немухин
- Нико Пиросмани
- Иван Пуни
- Юдель Пэн
- Константин Рождественский
- Ольга Розанова
- Владимир Стенберг
- Георгий Стенберг
- Владимир Стерлигов
- Николай Суетин
- Николай Феофилактов
- Илья Чашник
- Яков Чернихов
- Александра Экстер
- Давид Якерсон

## Избранные выставки
- 2012 — Павел Бразда.[3]
- 2012 — «Портрет семьи. Надежда Удальцова. Александр Древин». Надежда Удальцова, Александр Древин.[4]
- 2011— «Коричневая пуговка или шпиономания».[5]
- 2005 — «Потерянный рай». Павел Леонов.